# Nikos Kotzias
Nikolaos Kotzias (en griego: Νικόλαος Κοτζιάς; Atenas, 21 de diciembre de 1950) es un político y diplomático griego. Miembro de Syriza, se desempeñó en dos oportunidades como ministro de Asuntos Exteriores de Grecia —entre enero y agosto de 2015 y desde septiembre de 2015, hasta su renuncia en octubre de 2018—, integrando el gabinete de Alexis Tsipras.

## Biografía

### Primeros años
Estudió economía y ciencia política y filosofía en Atenas y derecho y política de la integración europea (doctorado y posdoctorado) en la Universidad de Giessen en Alemania. Trabajó como investigador y profesor en las Universidades de Marburg, Oxford y Cambridge y desde 2008 es profesor de teoría política y estudios internacionales y europeos en la Universidad del Pireo. Como académico, se ha especializado en temas de política y sistemas políticos, sociedades y política exterior de Brasil, India y Rusia.

### Carrera política
En su juventud fue un estudiante activo en las juventudes de izquierda durante la Dictadura de los Coroneles. Posteriormente, fue miembro del Comité Central del Partido Comunista de Grecia y fue condenado repetidamente por tribunales militares. Durante sus años en el Partido Comunista de Grecia, se convirtió en el instructor ideológico del partido. Durante la década de 1980, elogió la represión del gobierno comunista polaco contra el movimiento Solidaridad.
Es miembro fundador del grupo de expertos izquierdistas Nikos Poulantzas, que lleva el nombre de un sociólogo y filósofo político franco-griego, orientado hacia el marxismo.
Desde 1993 hasta 2008, estuvo en el servicio diplomático en el Ministerio de Asuntos Exteriores, con el rango de embajador a partir de 2005. Como diplomático, participó en las negociaciones sobre el Tratado de Ámsterdam, la Agenda 2000, las relaciones greco-turcas y la constitución europea.
Jugó un papel importante durante la «primavera» de las relaciones entre Grecia y Turquía en 1999, implementando la «diplomacia del terremoto» en el momento en que los dos países fueron azotados por terremotos catastróficos. Ha apoyado el acercamiento greco-turco como una nueva doctrina política e introducido las medidas de fomento de la confianza.
También fue el representante griego en el acuerdo de Helsinki de 2002 que regulaba el estado de candidatura de Turquía para ser miembro de la Unión Europea y allanó el camino para la adhesión de Chipre a la UE en 2004.
En septiembre de 2012, fundó el movimiento político progresista y democrático llamado Pratto.

#### Ministro de Asuntos Exteriores

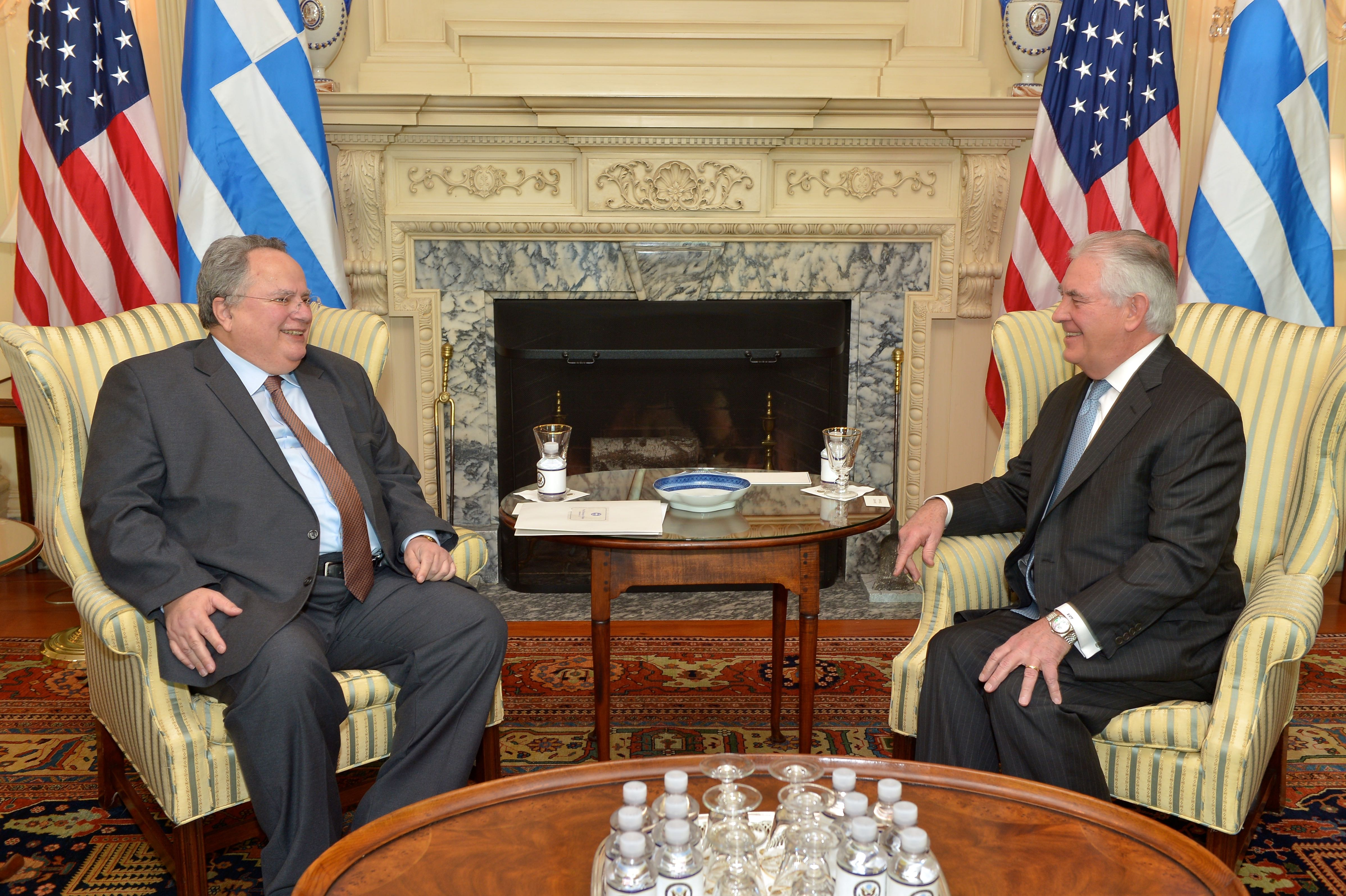
Kotzias con el Secretario de Estado de los Estados Unidos Rex Tillerson, 13 de marzo de 2017.

El 27 de enero de 2015, fue nombrado ministro de Asuntos Exteriores de Grecia en el gabinete del primer ministro Alexis Tsipras, a pesar de no ser miembro del parlamento.
En la misma noche de su designación, el Ministerio de Relaciones Exteriores de Grecia emitió una declaración, emitiendo la falta de voluntad de Grecia de aceptar el pasaje clave de la declaración de la Unión Europea que anunciaba nuevas sanciones contra los separatistas respaldados por Rusia en el marco de la crisis ucraniana, antes de la reunión extraordinaria del Consejo de Asuntos Exteriores de la UE, que se programó el 29 de enero de 2015 en Bruselas. El nuevo ministro argumentó que «algunos de nuestros socios intentaron presentarnos un hecho consumado antes de que el nuevo gobierno hubiera sido juramentad»". También subrayó que Grecia «no renunciará a su soberanía y a su contribución activa a la política europea, ya que este sería un acto que elude un principio vital del europeísmo». La reunión del 29 de enero resultó en una versión mejorada y suavizada de la declaración, que extendió las sanciones vigentes pero evitó incluir nuevas medidas, principalmente debido a la posición que tenía Kotzias.
Fue elegido diputado al Consejo de los Helenos (parlamento) como miembro de la Coalición de la Izquierda Radical (Syriza) en las elecciones de septiembre de 2015, y nombrado nuevamente como ministro de asuntos exteriores.
El 17 de octubre de 2018, presentó su renuncia, un día después de una reunión de gabinete durante la cual se enfrentó por el acuerdo de Prespa (firmado con la República de Macedonia) con el ministro de Defensa, Panos Kammenos, quien se opuso al acuerdo. Tras su renuncia, el propio Tsipras asumió al frente del Ministerio de Asuntos Exteriores.

## Publicaciones
- Poland and Ourselves. Synchroni Epochi (1981)
- Globalization, The historical place and the future. Kastaniotis Publications (2003) ISBN 978-960-03-3505-7
- The active democratic State. Nation State and Globalization (coescrito con Petros Liacouras) Kastaniotis Publications (2004) ISBN 960-03-3646-6
- EU–US Relations: Repairing the Transatlantic Rift. (con Petros Liacouras) Palgrave Macmillan (2006) ISBN 1-4039-3520-3
- Beyond high politics: Promise and limits of rapprochement. In: Anastasakis et al.: In the Long Shadow of Europe: Greeks and Turks in the Era of Postnationalism, Brill, 2009, ISBN 978-90-04-17112-1
- Greek Foreign Policy on the 21st Century. For a new, active, democratic strategy in the era of Globalisation Kastaniotis publications (2010) ISBN 978-960-03-5077-7
- The Rescue politics against Troika and the democratic Greece Livanis Publications (2012) ISBN 978-960-14-2488-0
- Greece, a Debt Colony. European Empire and German Primacy Patakis publications (2013) ISBN 978-960-16-4966-5
- Patriotism and the Left Patakis Publications (2014) ISBN 978-960-16-6066-0[17]

## Distinciones
- Gran cruz de la Orden del Mérito de Portugal (30 de enero de 2017).[18][19]
- Caballero de gran cruz de la Orden al Mérito de la República Italiana (3 de mayo de 2017).[20]